# Bowseria
Bowseria es un género incertae saedis de foraminífero bentónico del suborden Allogromiina y del orden Allogromiida. Su especie tipo es Bowseria arctowskii. Su rango cronoestratigráfico abarca desde el Holoceno.

## Clasificación
Bowseria incluye a la siguiente especie:
- Bowseria arctowskii